# Messiaanse beweging
Tot de messiaanse beweging behoren godsdienstige groeperingen die Jezus beschouwen als de door God in de Hebreeuwse Bijbel beloofde messias.
Het gaat in veel gevallen om christenen die zich verbonden voelen met het joodse volk en terugkeren naar de joodse wortels van het christendom. Zo houden zij de sjabbat als de rustdag aan en vieren zij de Bijbelse feesten, zoals Pesach, het Feest van Ongezuurde Broden, Sjavoeot (Wekenfeest), Bazuinendag, Jom Kipoer (Grote Verzoendag) en Soekot (Loofhuttenfeest).
Het kan ook gaan om joden die Jezus zien als de messias. Deze stroming wordt ook wel messiaans jodendom genoemd en de aanhangers 'messiasbelijdende joden'.

## Achtergrond
Door hun geloof in Jezus (door hen aangeduid als Jesjoea, zijn Hebreeuwse naam) als de messias behoren zij tot het christendom, maar deze term wordt door henzelf liever vermeden omdat messiasbelijdende joden zichzelf doorgaans zien als onderdeel van het jodendom. Omdat Jezus door het traditionele jodendom niet als messias wordt erkend, worden zij in het jodendom als een christelijke sekte beschouwd.
In het christendom zijn er meer groepen die overeenkomstige elementen met het jodendom en het christendom hebben. Men kan hierbij denken aan de zevendedagsadventisten (deze houden de sabbat), maar vooral ook aan wat wel de messiasbelijders of de messiaanse beweging wordt genoemd. Net als bij de overige zichzelf noemende messiasbelijdende gemeenten gaat het hierbij om niet-Joodse christenen die op judaïstische wijze hun geloof vorm geven. Men gebruikt de termen messiasbelijders en messiaanse beweging daarom als verzamelbegrip. De diverse messiaanse groeperingen hebben verschillende, tegenstrijdige visies, waardoor van een landelijk Nederlands samenwerkingsverband geen sprake is.
De bekendste vereniging van messiasbelijdende joden is het Noord-Amerikaanse kerkgenootschap Jews for Jesus ("Joden voor Jezus"). Daarnaast zijn er twee overkoepelende organisaties van messiasbelijdende joodse gemeenschappen, namelijk de Messianic Jewish Alliance of America (voorheen Hebrew Christian Alliance of America) en de Union of Messianic Jewish Congregations. De eerste is de oudste organisatie die voortkomt uit de 19e-eeuwse Jodenzending en tegenwoordig sterk beïnvloed wordt door het evangelisch christendom. De UMJC is in 1979 ontstaan uit de MJAA, vanuit de wens om nauwer aansluiting te zoeken bij het reguliere Jodendom en een eigen, messiasbelijdend joodse, theologie te ontwikkelen.

## Geschiedenis

### Eerste eeuw
Dat er Joden waren die geloofden dat Jezus de messias is, wordt beschreven in het Nieuwe Testament van de Bijbel. Zij hielden zich op dat moment ook nog aan de regels van de Thora. De vroeg-christelijke Kerk hanteerde voor hen de benaming “joden-christenen”. Aan deze stroming zou, volgens de kerkhistoricus Eusebius van Caesarea, tijdens de Bar Kochba-opstand (132-136) een einde zijn gekomen.

### Negentiende eeuw
In 1814 begon de 'kerk aan het Palestina plein' in Londen met diensten in het Hebreeuws. In Hamburg werd in 1845 een 'Jeruzalem-gemeente' opgericht.
De eerste 'Messiaanse Synagoge' werd in 1884 door Joseph Rabinowitz (1837-1899) in Chisinau (destijds Bessarabië, momenteel Moldavië) opgericht. De gemeente noemde zichzelf "gemeente van Israëlieten van het Nieuwe verbond" en had invloedssfeer in Roemenië, Hongarije en Rusland; de beweging viel uit elkaar in 1939 met de toenemende Jodenvervolging in Europa.
In 1866 ontstond de 'Hebrew Christian Alliance of Great Britain'. In 1882 ontstonden de 'First Hebrew Christian Church' van Jakob Freshman in New York en de 'Hebrew Christian Prayer Union' in Londen.

### Twintigste eeuw
De benaming "messiasbelijdende joden" is ontstaan aan het begin van de 20e eeuw, uit groepen Joden in het toenmalige Palestina, het Verenigd Koninkrijk, de Verenigde Staten en Frankrijk.
In 1915 werd de 'Messianic Jewish Alliance of America', een organisatie die in het Nederlands anno 2006 bekend is onder de naam 'Internationale Alliantie van Messiasbelijdende Joodse Gemeenten en Synagogen', opgericht.
In 1922 werd een 'Vereniging van in Christus gelovende Joden' opgericht in Boedapest. In 1925 volgde de 'International Christian Hebrew Alliance' en in 1934 de 'First Hebrew Christian Synagoge' in Los Angeles.
De huidige beweging van het messiaans jodendom ontstond in de jaren 60 in de VS. Sinds de jaren 80 verbreidt de beweging zich ook in Europa en Israël. Velen van de aanhangers in Israël zijn afkomstig uit de voormalige Sovjet-Unie. In Israël zijn er tussen de 6.000 en 15.000 messiaanse joden in 80 gemeenten. Zij werken daar nauw samen met de baptisten, net als in Duitsland.
In Amsterdam werd in 1991 'Beth Yeshua' opgericht. Deze gemeente noemt zichzelf 'Messiasbelijdende Joodse Gemeente Beth Yeshua'. Het is een landelijke groepering die ook samenkomt in Amsterdam en is niet bij enig officieel orgaan voor messiaans jodendom aangesloten. Ook brengen zij een tweemaandelijks landelijk magazine uit, Melach HaArets. Een "gemeenteleider" mag zich geen messiaans rabbijn noemen. Bij officieel ingezegende messiaanse rabbijnen, mannelijk dan wel vrouwelijk, is enige theologische opleiding vereist, Beth Yeshua echter heeft slechts een gemeenteleider link, nl. Lion Erwteman. Het echtpaar Erwteman heeft op het Loofhuttenfeest in 1991 de gemeente opgericht. Lion Erwteman is de zoon van twee Joodse ouders en werd geboren in Eindhoven in 1949. Hij en zijn vrouw zijn afgestudeerd in de biologie. Na studies in Amerika hebben ze de gemeente opgericht in Amsterdam. In de gemeente is ruimte voor Joodse liturgische gebeden, zang en dans, Hebreeuwse lezingen uit de Thorarol en de Profeten én lezingen uit het Nieuwe Testament.
Verder kent Nederland Hadderech, "een vereniging van Jesjoea Hammasjiach belijdende Joden". Deze organisatie heette tot 1969 nog 'Nederlandse Vereniging van Joden-Christenen'. De benamingen joden-christenen en christen-joden verdween sinds de oprichting van de staat Israël in 1948 steeds meer naar de achtergrond, doordat de leden zich steeds meer in de eerste plaats joods begonnen te voelen in plaats van christen.

## Geloofsinhoud
De messiasbelijdende joden zien hun eigen situatie gaarne als een voortzetting van een hypothethische situatie zoals die zou hebben bestaan vóór de concilies van Nicea en Chalcedon in de vierde eeuw, een tijd waarin er eenheid zou zijn geweest tussen Joodse en niet-Joodse christenen, een tijd waarin naar hun zeggen de joodse wet en de genade de twee kernpunten van het evangelie waren. De groepering hecht er grote waarde aan om de regels en verordeningen te volgen die God in zowel het Oude als het Nieuwe Testament heeft ingesteld voor zowel Joden als niet-Joden. Dit wordt gezien als navolging van de woorden van Jezus, die gezegd zou hebben dat hij niet was gekomen om de joodse wet te ontbinden maar om deze te vervullen (Matteüs 5:17-20). Er zijn ook gemeenten die stellen dat alleen zij het ware erfgoed van Jezus vertegenwoordigen, in overeenstemming met het Jodendom uit de tijd rond het begin van de gebruikelijke jaartelling.
Messiasbelijdende joden geven er de voorkeur aan Jezus bij een van zijn Hebreeuwse namen te noemen, namelijk 'Jesjoea' of 'Jesjoea Hamasjiach' ("Jezus de Messias"). Voor het Oude en Nieuwe Testament worden vaak de Hebreeuwse namen gebruikt (Tenach en Briet Chadasja). Zij vieren Bijbelse feesten (zie Leviticus 23) zoals Pesach, Chanoeka, Rosj Hasjana en Jom Kippoer, maar betrekken deze ook op Jezus. Ook zeggen zij joodse gebeden zoals het Sjema en Kaddisj. Sommigen volgen deels de kasjroet, de joodse spijswetten, meestal alleen de "Bijbelse" kasjroet, hetgeen afwijkt van de traditionele kasjroet van het reguliere jodendom. Een geestelijk leider van de messiasbelijdende joden mag zich uitsluitend messiasbelijdend rabbijn noemen indien hij of zij aangesloten is bij de Messiaanse Alliantie, en bovendien de "smicha" (= "inzegening door handenoplegging"), ontvangen heeft van een andere rabbijn van voornoemde Alliantie.
Evenals de meeste christenen geloven messiasbelijdende joden dat Jezus eens zal terugkeren naar de aarde om het koninkrijk van God te vestigen. Een overtuiging die onder hen naar verhouding meer speelt dan onder christenen is dat Jezus pas zal terugkeren als de joden hem aannemen als hun messias. Velen onder hen leggen Jezus' uitspraak "Ik verzeker jullie: vanaf nu zullen jullie mij niet meer zien, tot de tijd dat je zult zeggen: "Gezegend hij die komt in de naam van de Heer!" (Matteüs 23:39) zo uit dat het Joodse volk of op zijn minst een groot deel daarvan, in Jezus zal geloven voordat hij terug zal komen.
De messiasbelijdende joden worden door sommigen ingedeeld bij het christendom, maar zijzelf zijn daar terughoudend in. Zij interpreteren de Bijbel vanaf het boek Genesis tot aan de Openbaring als één geheel, zoals ook JHWH één is (Deuteronomium 6:4). Sommige messiasbelijdende joden, zoals Uri Marcus, houden hierbij vast aan het joodse Godsbeeld. Ook Galaten 5:2 "Luister goed naar wat ik nu zeg: Als u erop rekent dat het met God in orde komt door u te laten besnijden en de joodse wetten te houden, zal Christus u niet redden!" wordt gelezen zoals het er staat. Paulus zegt niet: je moet je niet meer aan het besnijdenis-gebod houden, maar: je moet niet denken dat je door het doen van de besnijdenis behouden wordt.
Messiasbelijdende joden zien Jezus niet altijd als Zoon van God. Er zijn er die de drie-eenheid verwerpen zoals in het rapport "Ontmoeting" naar voren komt.
De geloofsovertuiging van de messiasbelijdende joden kan ook worden beschreven als een syncretische religie of judaïzerend christendom, dus als een samenvoeging van het christendom en het jodendom.
De messiasbelijdend joodse theologie wordt langzaamaan erkend in bredere kringen, zoals bleek uit de in 2019 gehouden dialoog tussen N.T. Wright en de messiasbelijdende joodse theoloog Mark Kinzer. De theologische stroming van joodse en niet-joodse theologen die zich mede laat inspireren door de messiaanse beweging wordt post-supersessionisme genoemd.

## Aantal
Volgens een heel hoge schatting zouden er aan het begin van de 21e eeuw wereldwijd 300.000 Joden zijn die zich messiasbelijdende joden noemen. Zijzelf schatten het aantal overigens meestal veel lager (50.000-150.000). Het grootste deel van deze gemeenschap bevindt zich in de Verenigde Staten. Het Duitse, christelijke persbureau Idea beweerde in 2003 dat het aantal messiasbelijdende joden dat zich in Israël bevond in twintig jaar tijd was vertwintigvoudigd van 300 naar 6000. Zij zouden verspreid zijn over 75 messiasbelijdende gemeenten met Hebreeuwssprekende Joden, 20 gemeenten van Joods-Russische immigranten en 5 gemeenten van Ethiopische Joden. Hoeveel van deze getallen Joden beschrijven, valt niet goed op te maken. Volgens de hervormde theoloog Cohen Stuart, in een interview met Trouw in 2001, gaat het bij evangelisatie-organisaties vaak om fondsenwerving en wordt het aantal geschatte messiasbelijdende joden steeds opgeschroefd, om kerkleden ruimhartiger te laten doneren.

### 'Officieel' erkende gemeenten
| Provincie     | Plaats              | Naam                  | Ontstaan | Site          |
| ------------- | ------------------- | --------------------- | -------- | ------------- |
| Friesland     | Leeuwarden          | MG Rehoboth           | 2011     | [ 16 ]        |
| Friesland     | Drachten            | Mayaan Yeshua         | 2008     | [ 17 ]        |
| Friesland     | Bolsward            | Ma'kor Chajiem        | 2016     | [ 18 ]        |
| Groningen     | Groningen           | Kie Tetsee            | 2016     | [ 19 ]        |
| Drenthe       | Hoogeveen           | MG Nafthali           | 2008     | [ 20 ]        |
| Overijssel    | Stegeren            | Beit Emoenah          | 2008     | [ 21 ]        |
| Overijssel    | Borne               | Messiaanse Sjoel      | 2006     | [ 22 ]        |
| Overijssel    | Kampen              | Beth Yisrael          | 2020     | [ 23 ]        |
| Gelderland    | Apeldoorn           | Bracha                | 2015     | [ 24 ]        |
| Gelderland    | Apeldoorn           | Hadderech             | 1928     | [ 26 ]        |
| Gelderland    | Harderwijk          | Kehilat Ahavat Chèsèd |          | [ 27 ] [ 28 ] |
| Flevoland     | Emmeloord           | Tesjoeva gemeente     | 2011     | [ 29 ]        |
| Flevoland     | Dronten             | MG Beith Shalom       |          | [ 30 ]        |
| Flevoland     | Lelystad            | Beet Sar Sjalom       | 2017     | [ 31 ]        |
| Zuid-Holland  | Alblasserdam        | Kehilat Ahavat Olam   | 2019     | [ 27 ] [ 28 ] |
| Zuid-Holland  | Katwijk aan Zee     | Succat Yeshua         | 2018     | [ 32 ]        |
| Zuid-Holland  | Oude-Tonge          | MG Goeree-Overflakkee | 2021     | [ 33 ]        |
| Zuid-Holland  | Arkel               | Beit Nitzachon        | 2009     | [ 34 ]        |
| Zuid-Holland  | Nieuw-Lekkerland    | MG Nieuw Lekkerland   | 2002     | [ 35 ]        |
| Zuid-Holland  | Den Haag            | Gemeente Shamar       | 2013     | [ 36 ]        |
| Zuid-Holland  | Gouda               | MG Gouda              | 2012     | [ 37 ]        |
| Noord-Holland | Amsterdam           | Beit Shiloach         | 2005     | [ 39 ]        |
| Noord-Holland | Amsterdam           | Beth Yeshua           | 1991     | [ 40 ]        |
| Utrecht       | Veenendaal          | Beth HaTikvah         | 2016     | [ 41 ]        |
| Zeeland       | 's-Heer Arendskerke | Ebhen Shetijah        | 2019     | [ 42 ]        |
| Zeeland       | Middelburg          | MG Zeeland            |          | [ 43 ]        |
| Limburg       | Maasbracht          | MG Maasbracht         |          | [ 44 ]        |

Bekijk ook de Google-map Messiaanse Gemeenten